# ChIP-seq
ChIP-seq (z ang. chromatin immunoprecipitation-sequencing) – metoda analizy interakcji białek z DNA. Wykorzystuje immunoprecypitację chromatyny oraz sekwencjonowanie wysokoprzepustowe. Pierwszym krokiem jest uzyskanie fragmentów DNA, do których wiążą się badane białka – czynników transkrypcyjnych i histonów, najczęściej specyficznie modyfikowanych. Następnie fragmenty te są sekwencjonowane, mapowane na genom i poddawane dalszej analizie bioinformatycznej. Stopniowo ChIP-seq staje się coraz bardziej popularna i wypiera uprzednio stosowaną metodę ChIP-chip, która również opiera się na immuoprecypitacji chromatyny, ale zamiast sekwencjonowania wykorzystuje mikromacierze DNA.

## Opis metody
Immunoprecypitacja chromatyny
Pierwszy krok w immunporecypitacji chromatyny polega na utrwaleniu wiązań między białkami a DNA poprzez traktowanie komórek formaldehydem. Następnie DNA poddawany jest losowej fragmentacji, najczęściej za pomocą sonikacji, rzadziej z udziałem enzymów restrykcyjnych. W jej wyniku przeważnie uzyskuje się wciąż związane z białkami fragmenty DNA długości rzędu 100–300 nukleotydów. Następnie przy użyciu przeciwciał swoistych dla badanego białka immunoprecypituje się związane z nim fragmenty. Ostatnim krokiem immunoprecypitacji chromatyny jest oczyszczenie z białek uzyskanych fragmentów DNA. W ten sposób otrzymuje się próbę zawierającą fragmenty, z którymi in vivo związane były badane białka. Możliwe błędy wynikają z, między innymi, niejednorodnej struktury chromatyny: w próbie wynikowej znajdzie się więcej fragmentów z części genomu o otwartej strukturze chromatyny niż zamkniętej. W związku z tym, aby eksperyment był wiarygodny, powinno się przygotować również próbę kontrolną, która pozwoli wziąć pod uwagę błędy powstałe zarówno na etapie immunoprecypitacji, jak i podczas późniejszego sekwencjonowania. Najbardziej wiarygodną próbą kontrolną jest „wejściowe DNA” (input DNA) – próba przygotowywana jest podobnie jak ChIP, zadawana formaldehydem i podlega fragmentacji, ale pomija się stadium immunoprecypitacji. Inną stosowaną próbą kontrolną jest „imitowana ChIP” (mock ChIP), przygotowana podobnie jak właściwa próba ChIP, ale z użyciem nieswoistych przeciwciał oraz gDNA, czyli DNA chromosomowego.
Sekwencjonowanie
Uzyskane w poprzednim kroku oligonukleotydy są poddawane sekwencjonowaniu. Na tym etapie również może dojść do zakłóceń, wynikających z technicznych niedoskonałości sekwencjonowania.

## Dalsza analiza
Wynikiem metody jest bardzo duża liczba krótkich odczytów (rzędu kilku–kilkunastu milionów), które należy zmapować na genom referencyjny przy użyciu przystosowanego do tego narzędzia, na przykład bowtie. Zmapowane odczyty nazywa się „tagami”. Ponieważ zarówno procedura ChIP, jak i sekwencjonowanie nie są idealne i skutkują wieloma błędami, potrzebna jest złożona analiza bioinformatyczna, by zdefiniować fragmenty, w których nasycenie tagami można uznać za istotne statystycznie. Analiza składa się z kilku kroków:
- ustalenie profilu sygnału. Większość programów stosuje metodę przesuwanego okna (sliding window), polegającą na przechodzeniu przez genom oknem o ustalonej szerokości i zliczaniu występujących w nim tagów. By uniknąć anomalii na brzegach okien, niektóre programy stosują dodatkowo jądrowy estymator gęstości w celu ujednolicenia profilu sygnału.
- określenie tła. Jeżeli dostępna jest próba kontrolna, możliwe są dwie metody: bezpośrednia i z użyciem rozkładu prawdopodobieństwa. Metoda bezpośrednia zakłada odjęcie sygnału zaobserwowanego w próbie kontrolnej od sygnału w próbie ChIP, jest jednak niezalecana. Druga metoda zakłada wykorzystanie pewnego rozkładu prawdopodobieństwa do opisania rozkładu tagów na niciach, estymując jego parametry z próby kontrolnej. Najczęściej wykorzystywane rozkłady to rozkład Poissona, lokalny Poissona[3], warunkowy dwumianowy[4], t-Studenta[5] oraz ukryte modele Markowa[6]. Jeżeli brak jest próby kontrolnej, tło modeluje się za pomocą jednego z wymienionych wyżej rozkładów prawdopodobieństwa, czasem estymując jego parametry z próby ChIP.
- znajdowanie pików istotnych statystycznie i filtrowanie artefaktów. Za pik istotny statystycznie można uznać taki, którego wysokość istotnie różni się od wysokości sygnału w przyjętym rozkładzie tła.
- przypisywanie wartości znalezionym pikom. Wartość powinna odzwierciedlać wiarygodność piku, czyli prawdopodobieństwo, że jest to pik istotny statystycznie, nie artefakt wynikły z niedoskonałości metody.

W przypadku sekwencjonowania oligonukleotydów z jednej strony istotnym elementem analizy jest wzięcie pod uwagę specyficznego rozkładu tagów na obu niciach DNA. Ponieważ oligonukleotydy są sekwencjonowane z końca 5′ i często nie są sekwencjonowane w całości, można oczekiwać, że na nici sensowej rozkład tagów będzie nieznacznie przesunięty względem faktycznego rozkładu uzyskanego w wyniku immunoprecypitacji oligonukleotydów w kierunku 5′; podobnie jest w przypadku nici antysensowej. Stąd wiadomo, że rozkład na obu niciach powinien być podobny, ale przesunięty względem siebie. Programy stosują różne podejścia, żeby wykorzystać tę informację: niektóre przed przystąpieniem do analizy przesuwają lub wydłużają wszystkie tagi w kierunku 5′, inne dopiero po znalezieniu potencjalnych pików szukają potencjalnych artefaktów, które mają wyraźnie różny rozkład na obu niciach. 
Istnieje wiele dostępnych narzędzi do analizowania danych ChIP-seq.
Narzędzia do analizy
- Model-based analysis of ChIP-Seq (MACS)[3] – może korzystać z próby kontrolnej lub wymodelować tło; przesuwa tagi na niciach o połowę podanej przez użytkownika długości odczytu
- PeakSeq[4] – wymaga próby kontrolnej; uwzględnia „mapowalność” obszarów genomu
- BayesPeak[6] – pakiet do programu Bioconductor; może korzystać z próby kontrolnej lub wymodelować tło
- SoleSearch[5] – lepiej działa dla czynników transkrypcyjnych niż histonów; bierze pod uwagę duże delecje i duplikacje w genomie

## Zastosowanie
Metoda ChIP-seq znajduje zastosowanie przy badaniu regulacji transkrypcji. Można za jej pomocą znajdować miejsca wiązania czynników transkrypcyjnych oraz specyficzne modyfikacje histonowe. Za pomocą ChIP-seqa tworzy się mapy histonowe i mapy modyfikacji histonowych. Można również wykorzystać tę technikę do porównania wzoru wiązania czynników transkrypcyjnych lub modyfikacji histonowych w komórkach pochodzących różnych tkanek lub poddanych różnym warunkom.